# Coelioxys sannicolarensis
Coelioxys sannicolarensis är en biart som beskrevs av Genaro 2001. Coelioxys sannicolarensis ingår i släktet kägelbin, och familjen buksamlarbin. Inga underarter finns listade i Catalogue of Life.